# Scolopax
Scolopax is een geslacht van vogels uit de familie van de strandlopers en snippen (Scolopacidae). Het geslacht telt acht soorten.

## Soorten
- Scolopax bukidnonensis  – Bukidnonhoutsnip
- Scolopax celebensis  – Celebeshoutsnip
- Scolopax minor  – Amerikaanse houtsnip
- Scolopax mira  – Amamihoutsnip
- Scolopax rochussenii  – Obihoutsnip
- Scolopax rosenbergii  – Nieuw-Guinese houtsnip
- Scolopax rusticola  – Houtsnip
- Scolopax saturata  – Indische houtsnip